# Anolis angusticeps
Anolis angusticeps (кубинський гілочковий аноліс) — вид ігуаноподібних ящірок родини анолісових (Dactyloidae). Ендемік Куби.

## Поширення і екологія
Кубинські гілочкові аноліси мешкають на Кубі та на сусідніх островах, зокрема на Ісла-де-ла-Хувентуді, на островах Сабана-Камагуей, Лос-Канарреос, Кайос-де-Сан-Феліпе і Колорадос. Вони живуть в тропічних рівнинних і гірських лісах, хмарних лісах, прибережних заростях, соснових лісах і саванах, чагарникових заростях, на узліссях, трапляються поблизу людських поселень. Зустрічаються на висоті до 1375 м над рівнем моря. Відкладають яйця.